# Badminton bei den Südamerikanischen Jugendspielen
Badminton stand bei den Südamerikanischen Jugendspielen, im südamerikanischen Sprachgebrauch auch als Juegos Suramericanos de la Juventud bezeichnet, bei der ersten Austragung 2013 im Programm der Spiele.

## Austragungsorte
| Jahr | Spiele | Ort               | Land        | Datum                      |
| ---- | ------ | ----------------- | ----------- | -------------------------- |
| 2013 | I      | Lima              | Peru        | 24. bis 28. September 2013 |
| 2017 | II     | Santiago de Chile | Chile       | 3. bis 7. Oktober 2017     |
| 2022 | III    | Rosario           | Argentinien | 6. bis 8. Mai 2022         |

## Die Sieger
| Saison | Herreneinzel   | Dameneinzel             | Herrendoppel                                      | Damendoppel                                          | Mixed                                                      |
| ------ | -------------- | ----------------------- | ------------------------------------------------- | ---------------------------------------------------- | ---------------------------------------------------------- |
| 2013   | Ygor Coelho    | Lohaynny Vicente        | nicht ausgetragen                                 | nicht ausgetragen                                    | Serafín Zayas Lohaynny Vicente                             |
| 2017   | Bruno Barrueto | Fernanda Saponara Rivva | Vinicius Gabriel Soares Alecrim Willian Guimaraes | Sania Valeria Passos Lima Tamires Vitoria Dos Santos | Vinicius Gabriel Soares Alecrim Tamires Vitoria Dos Santos |
| 2022   | Adriano Viale  | Juliana Viana Vieira    | Klerton de Carvalho Joao Mendonca                 | Fernanda Munar Rafaela Munar                         | Rafaela Munar Adriano Viale                                |